# Ligneur
Pour l’article homonyme, voir Ligneur (bateau).

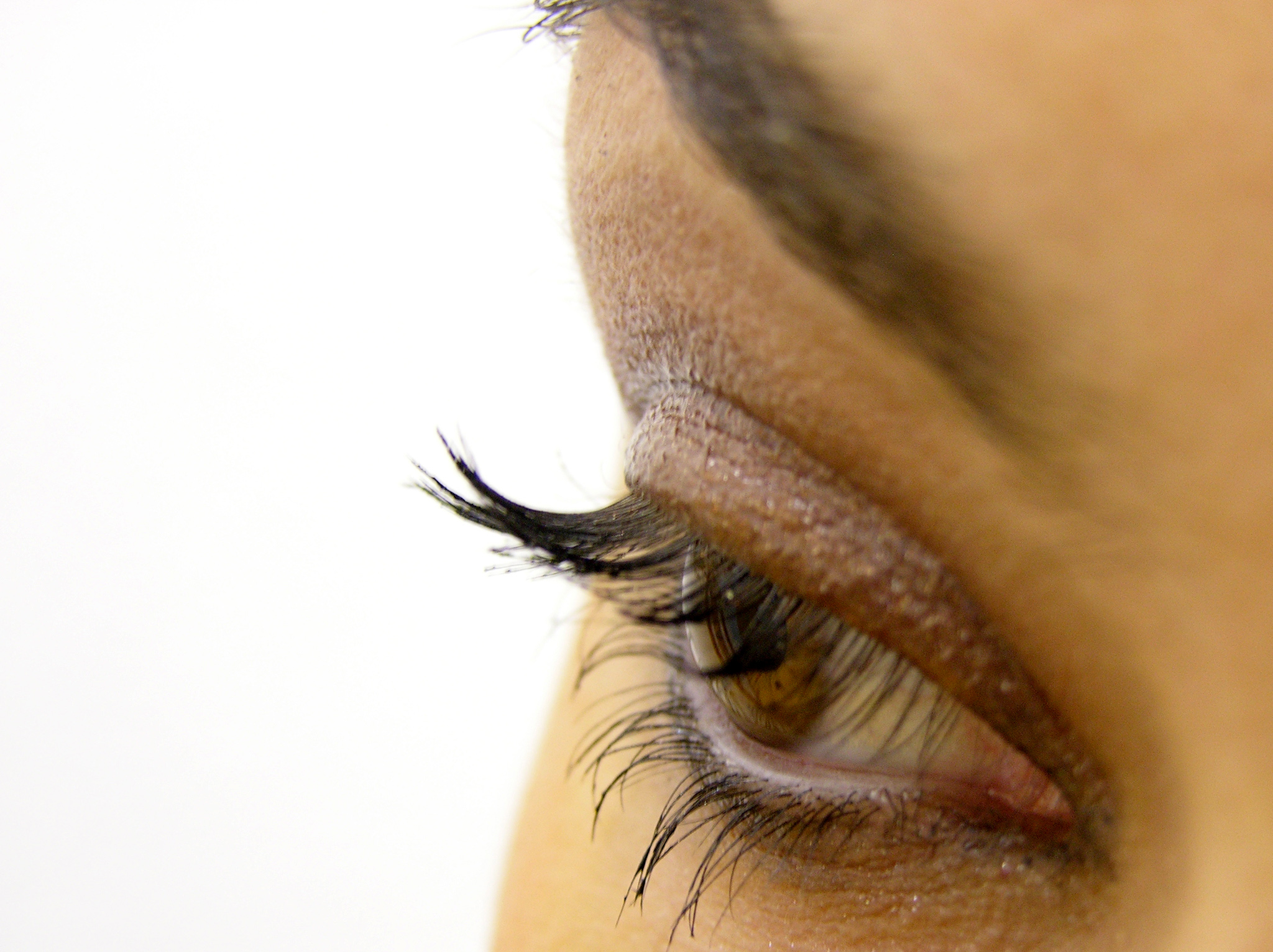
Un œil avec du ligneur brun en dessous des cils inférieurs.

Le ligneur (eyeliner en anglais) est un produit cosmétique permettant de sublimer le regard et de souligner le contour des yeux en accentuant ou modifiant leur ligne.

## Application
Pour appliquer du ligneur, il faut suivre la continuité des cils du bas. Une fois arrivé à la moitié du coin externe de l'œil et de la queue du sourcil, il faut revenir à la base de la paupière mobile en formant un triangle. Puis il faut remplir ce triangle afin de former le trait de ligneur.

## Types de ligneurs
Selon sa texture, le ligneur peut être clairement défini ou non. Il existe 4 principaux types de ligneur sur le marché, existant sous forme de crayon traceur (parfois appelé crayon pour les yeux), de liquide ou de plaquette :
- Le crayon poudre pour les yeux est un crayon de bois traceur généralement de tons foncés et mats.

- Le crayon traceur gras est un crayon dont la mine est à base de cire, ce qui permet une application aisée. Il existe dans une large palette de couleurs.

- Le ligneur liquide est un liquide opaque qui vient généralement dans une petite bouteille et qui s'applique avec un petit pinceau ou un feutre applicateur. Il crée une ligne nette et prononcée.

- Le khôl est une poudre minérale de ton foncé et mat. Il se présente sous forme de crayon, poudre compacte ou de poudre libre. À la différence des autres types de ligneur qui utilisent des produits chimiques, le khôl est un produit naturel.

## Précautions d'utilisation
L'application d'un ligneur sur le bord des paupières entrave les orifices des glandes de Meibomius. Son usage quotidien nécessite donc un démaquillage efficace chaque soir pour une meilleure répartition du sébum des larmes. Cependant, même avec cette précaution, le ligneur est contre-indiqué au port de lentilles de contact.